# ولتون، لینکلن‌شر
ولتون (به انگلیسی: Welton) یک روستا و محله مدنی در بریتانیا است که در West Lindsey واقع شده‌است. ولتون ۴٬۳۲۷ نفر جمعیت دارد.